# Brad Brach
Brad Brach (Freehold Township, 12 aprile 1986) è un giocatore di baseball statunitense.
Suo fratello minore, Brett, venne selezionato nel 10º turno del draft MLB 2009 dai Cleveland Indians, e militò dal 2010 al 2014 nella Minor League Baseball nelle squadre affiliate alla franchigia.

## Carriera

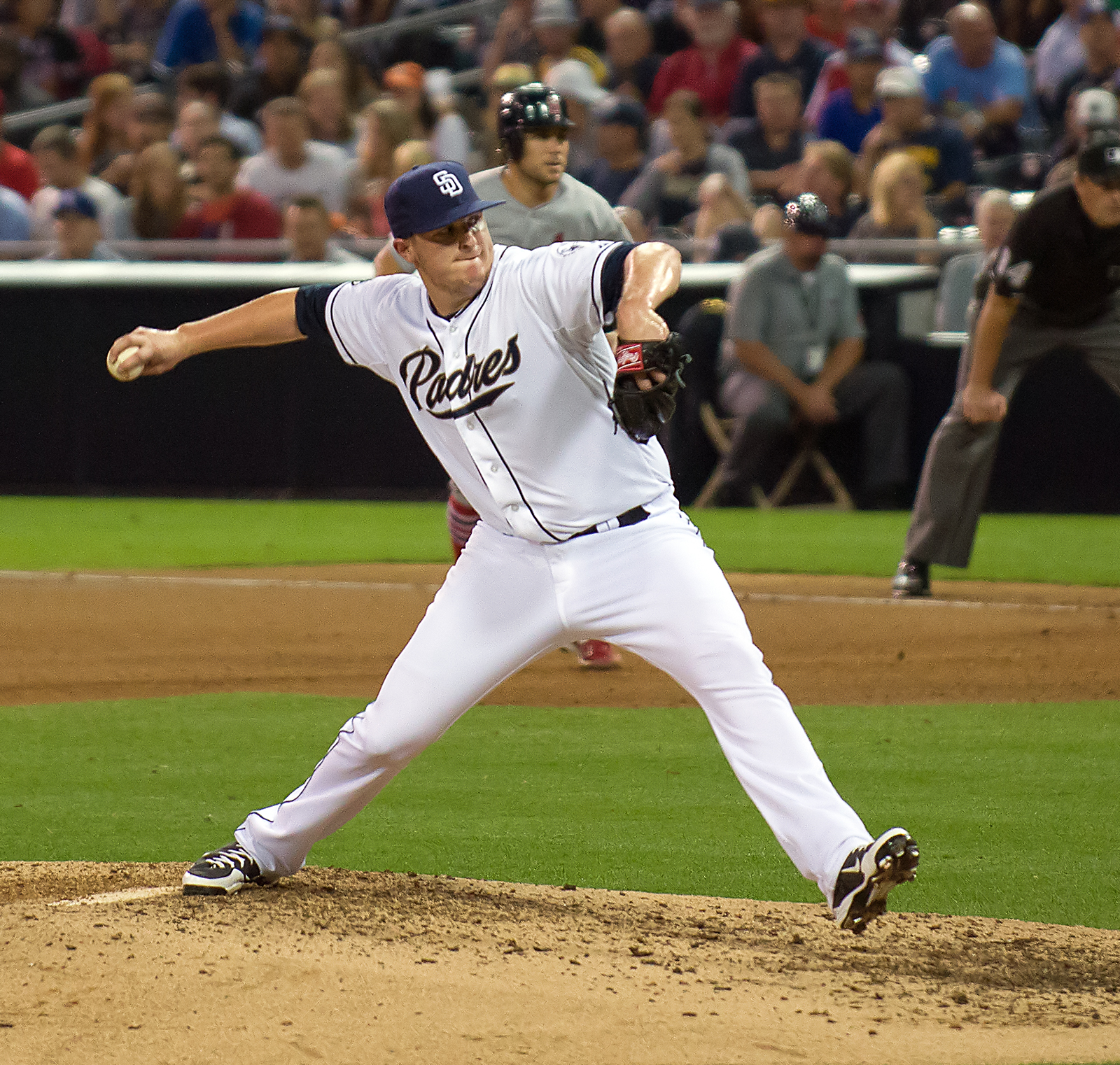
Brach con i Padres nel 2012

### Inizi e Minor League (MiLB)
Nato e cresciuto a Freehold Township nella contea di Monmouth, New Jersey, Brach frequentò l'omonima Freehold Township High School.
Terminati gli studi superiori, si iscrisse alla Monmouth University di West Long Branch dove venne selezionato nel 42º turno del draft MLB 2008 dai San Diego Padres, che lo assegnarono alla classe Rookie. Giocò durante la stagione 2009 nella classe A e nel 2010 militò nella classe A-avanzata.
Iniziò la stagione 2011 nella Doppia-A e venne promosso nella Tripla-A in luglio.

### Major League (MLB)
Brach debuttò nella MLB il 31 agosto 2011, al Dodger Stadium di Los Angeles contro i Los Angeles Dodgers. Lanciò all'ultimo battitore del settimo e nell'ottavo inning, segnando tre strikeout e concedendo due valide e una base su ball. Concluse la stagione con 9 partite disputate nella MLB e 67 nella Minor League, di cui 42 nella Doppia-A e 25 nella Tripla-A.
Dopo aver disputato 67 partite di MLB e 10 di MiLB nel 2012, durante la stagione 2013 tornò a essere impiegato con più frequenza nella minor league, disputando 33 partite in ciascuna categoria (Tripla-A e MLB).
Il 20 novembre 2013, venne designato per la riassegnazione dai Padres. Brach venne scambiato il 25 novembre 2013, con i Baltimore Orioles per il giocatore di minor league Devin Jones.
Nel 2014 partecipò per la prima volta in carriera al post stagione, giocando durante la Division Series e nella American League Championship Series, dove gli Orioles vennero eliminati dai Kansas City Royals.
Nell'estate 2016, venne convocato per il suo primo All-Star Game.
Il 30 luglio 2018, gli Orioles scambiarono Brach con gli Atlanta Braves per un "international bonus slot money". I Braves resero Brach free agent al termine della stagione.
L'11 febbraio 2019, Brach firmò un contratto di un anno per 3 milioni di dollari con i Chicago Cubs, con inclusa un'opzione per la stagione 2020. Il 3 agosto venne designato per la riassegnazione e il 6 agosto venne ufficialmente svincolato dalla franchigia.
Il 9 agosto 2019, firmò con i New York Mets. Il 6 dicembre dello stesso anno, Brach rifirmò con la squadra un contratto di 850.000 dollari per la stagione 2020 con un'opzione del giocatore per la stagione 2021 di 1.25 milioni. L'11 febbraio 2021, i Mets designarono Brach per la riassegnazione e il 16 febbraio venne svincolato dalla franchigia.
Il 22 febbraio 2021, Brach firmò un contratto di minor league con i Kansas City Royals, con incluso un invito per lo spring training. Il 24 aprile, i Royals designarono Brach per la riassegnazione, senza schierarlo nemmeno una volta. Il 26 aprile, Brach divenne free agent.
Il 1º maggio 2021, Brach firmò un contratto di minor league con i Cincinnati Reds. Giocò la sua prima partita stagionale con i Reds il 21 maggio, ma l'8 agosto venne inserito nella lista degli infortunati per un problema alla spalla destra. Tornò in campo il 5 e l'8 settembre, tuttavia il 12 settembre, venne designato per la riassegnazione e il 16 settembre venne svincolato dalla franchigia. Concluse la stagione con 35 partite disputate nella MLB.

## Palmares
- MLB All-Star: 1

2016